# Borgerhoff & Lamberigts
Borgerhoff & Lamberigts is een Belgische uitgeverij en televisieproductiehuis, gevestigd in Gent, met nadruk op non-fictie.

## Geschiedenis
Op 30 april 2005 hebben Steven Borgerhoff en Kristof Lamberigts de uitgeverij opgericht vanuit de ambitie om de Vlaamse uitgeverswereld te vernieuwen en te dynamiseren. Borgerhoff (1975) werkte voordien bij de marketingdienst van Qmusic, Lamberigts (1976) was auditor bij PricewaterhouseCoopers en daarna uitgever bij Lannoo. Ze leerden elkaar kennen na een gezamenlijk boekproject bij Lannoo.
De eerste uitgaven startten de faction-reeksen True Crime en Mysteries, verder volgden ook een reeks sportbiografieën Icons of Sport en culinaire boeken.  De huidige fondsreeksen zijn actua, sport, art, culi, lifestyle, pop culture, humor, en wetenschappelijke titels onder de imprint Owl Press. Daarnaast wordt ook literatuur, thrillers, young adult en kids uitgegeven. Succesvolste auteur is Sandra Bekkari. In 2018 stonden alle vijf delen van haar reeks Nooit Meer Diëten in de top-10 non-fictie van de Vlaamse boekenverkoop.
Borgerhoff & Lamberigts is onder meer de uitgever van Pascale Platel, Sandra Bekkari, Christophe Deborsu, Stef Wijnants, Wouter Verschelden, Koen Schoors, Gert Peersman, Tom Van de Weghe, Pierre Kompany, Jef Vermassen, Frederik De Backer, Dagny Ros Asmundsdottir, Stefaan Van Brabandt, Khalid Benhaddou, Meyrem Almaci, Delphine Lecompte en Mischaël Modrikamen. Ze waren ook uitgever van Luc Deflo (2014–2018) en de kookboeken van Sofie Dumont (2012–2013).
In 2017 nam de uitgeverij een meerderheidsparticipatie in TAGMAG, het internetplatform voor jongeren en werd het academisch fonds Owl Press gestart. 
De twee oprichters bleven in het bedrijf als zaakvoerders.

## Borgerhoff & Lamberigts TV
In 2011 startte B&L een televisieproductiebedrijf op in Leuven. Initieel opgezet door Kris Hoflack, Steven Borgerhoff en Kristof Lamberigts. Na het vertrek van Kris Hoflack kwam Isabelle Baele erbij als CEO. Naast de fictiereeks Albert II werden onder meer de docu's en magazines Mij overkomt het niet, Durven falen, Vermassen, Voor altijd, Lotgenoten en Onderzoeksrechters geproduceerd.